# Enric Casanovas i Roy
Enric Casanovas i Roy (Barcelona, 12 d'agost de 1882 - 12 de gener de 1948) fou un escultor català, un dels màxims representants del noucentisme. Va ser el pare de Marçal Casanovas i Guerri, Roser Casanovas i Guerri i Lluïsa Casanovas i Guerri.

## Biografia
Va estudiar al taller de Josep Llimona i des del 1900, a l'escola de la Llotja de Barcelona i amplià la formació al taller de l'escultor Josep Llimona durant dos anys.
El 1898 participà per primera vegada a una mostra a l'Exposició Nacional de Belles Arts de Saragossa, on va guanyar una medalla. El 1903 va exposar als Quatre Gats de Barcelona i entre 1904 i 1913 va alternar les estades entre París i Barcelona i va fer amistat amb Picasso, Maillol, Gargallo i altres artistes. Era amic de l'arquitecte gironí Rafael Masó, que li va encarregar una escultura per la Societat Athenea, que finalment no es va fer.
De retorn a Barcelona, va muntar un taller pel qual van passar deixebles com Rebull, Fenosa, Granyer o Josep Viladomat. Va participar amb l'associació Les Arts i els Artistes, de la qual un temps va ser president.
La seva obra està enclavada dintre del mediterranisme, però amb una gran creació renovadora i personal. Va rebre la medalla d'or a l'Exposició Internacional de Barcelona de 1929. Va ingressar a l'Acadèmia de Belles Arts de Sant Jordi l'any 1932.
A la Fundació Rafael Masó s'exposa la seva escultura «La Dona del farcell».
Exiliat a França des de l'any 1939, va tornar a Barcelona el 1943, on va morir l'any 1948 als 66 anys.

## Obres destacades
- Dona del farcell. Fundació Rafael Masó (c. 1906)
- Persuasió. (1913) Museu Nacional d'Art de Catalunya de Barcelona[5]
- Pagesa mallorquina. (1916) Museu Municipal de Tossa de Mar
- Mallorquina (1916). Museu Nacional d'Art de Catalunya de Barcelona
- Flora (1917)
- Monument al Dr. Benaprés (1917). Sitges (Barcelona)
- Monument a Narcís Monturiol (1918). Figueres
- Nu Femení (1924) - Museu Nacional d'Art de Catalunya[6]
- Monument al poeta Joan Alcover (1926). Mallorca
- La nena de la coloma (1929). Museu Nacional d'Art de Catalunya de Barcelona
- La dona de la poma (1932). Sala Parés Barcelona
- Noia nua (1935)
- Dona asseguda (1942)
- Dona del camp (1943)
- Nu d'esquena. Relleu (1944)
- Cap de nena. Biblioteca Museu Víctor Balaguer[7]

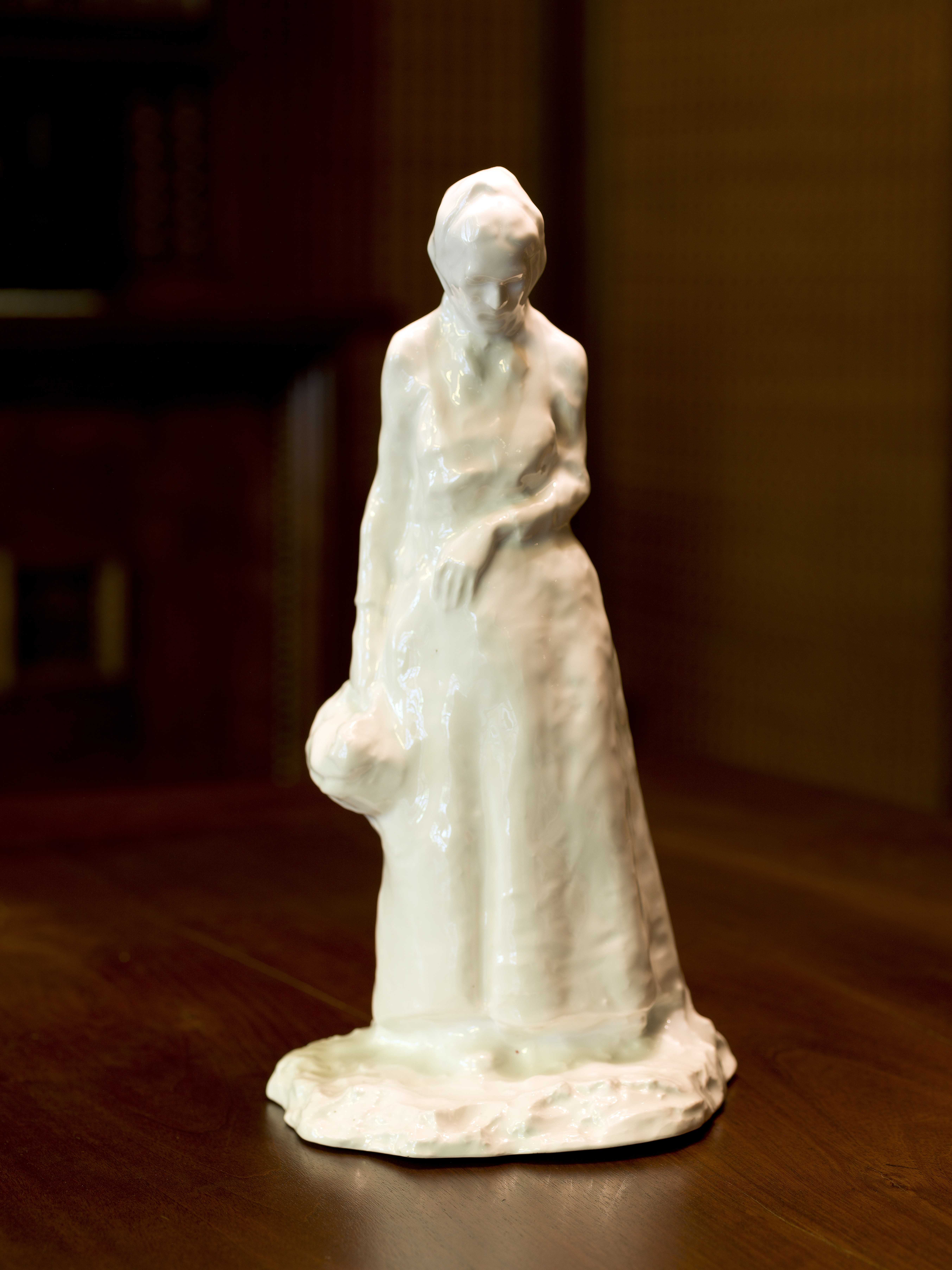
Enric Casanovas. La dona del farcell (c. 1906). Fundació Rafael Masó
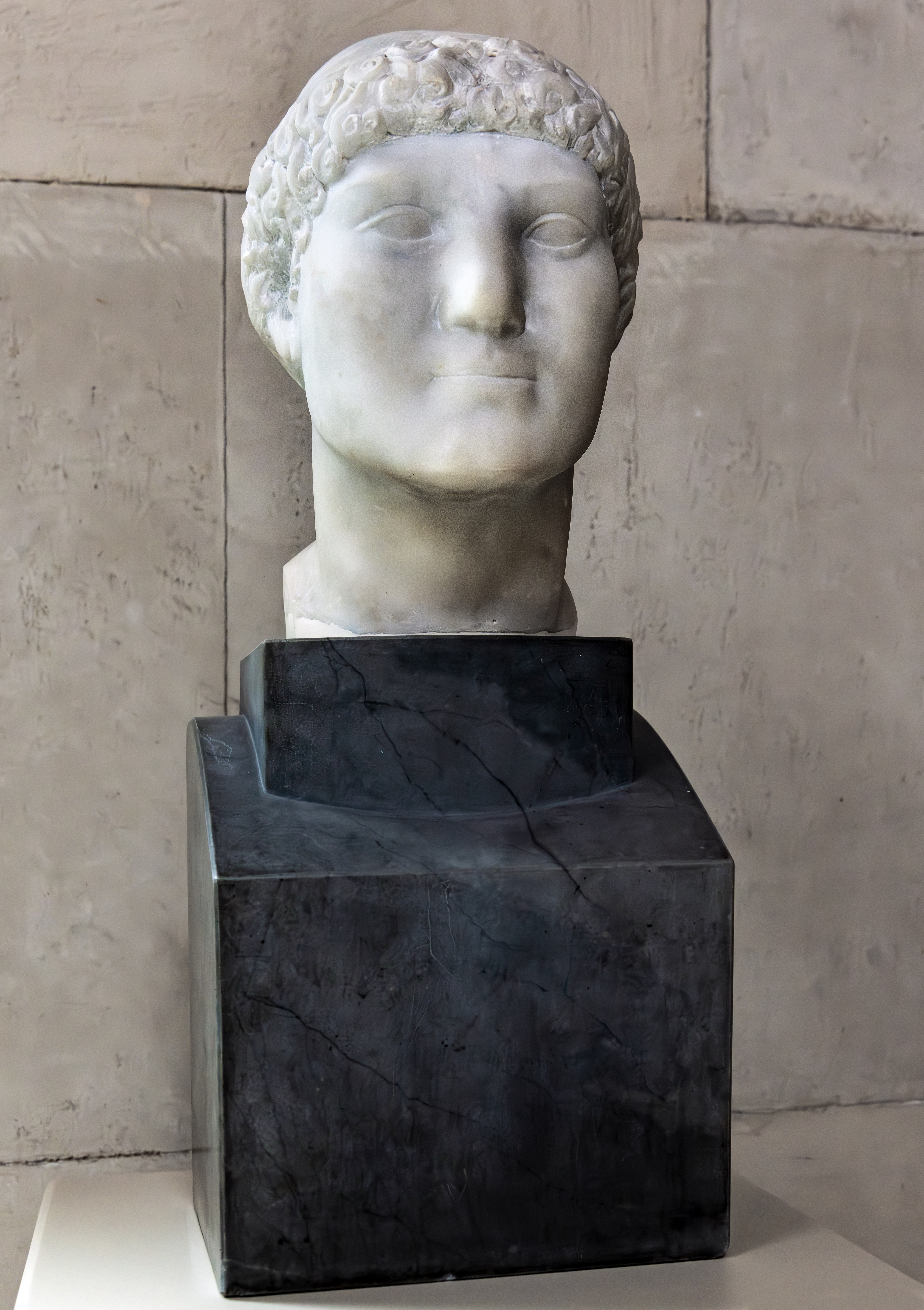
Persuasion (1913) - Museu Nacional d'Art de Catalunya
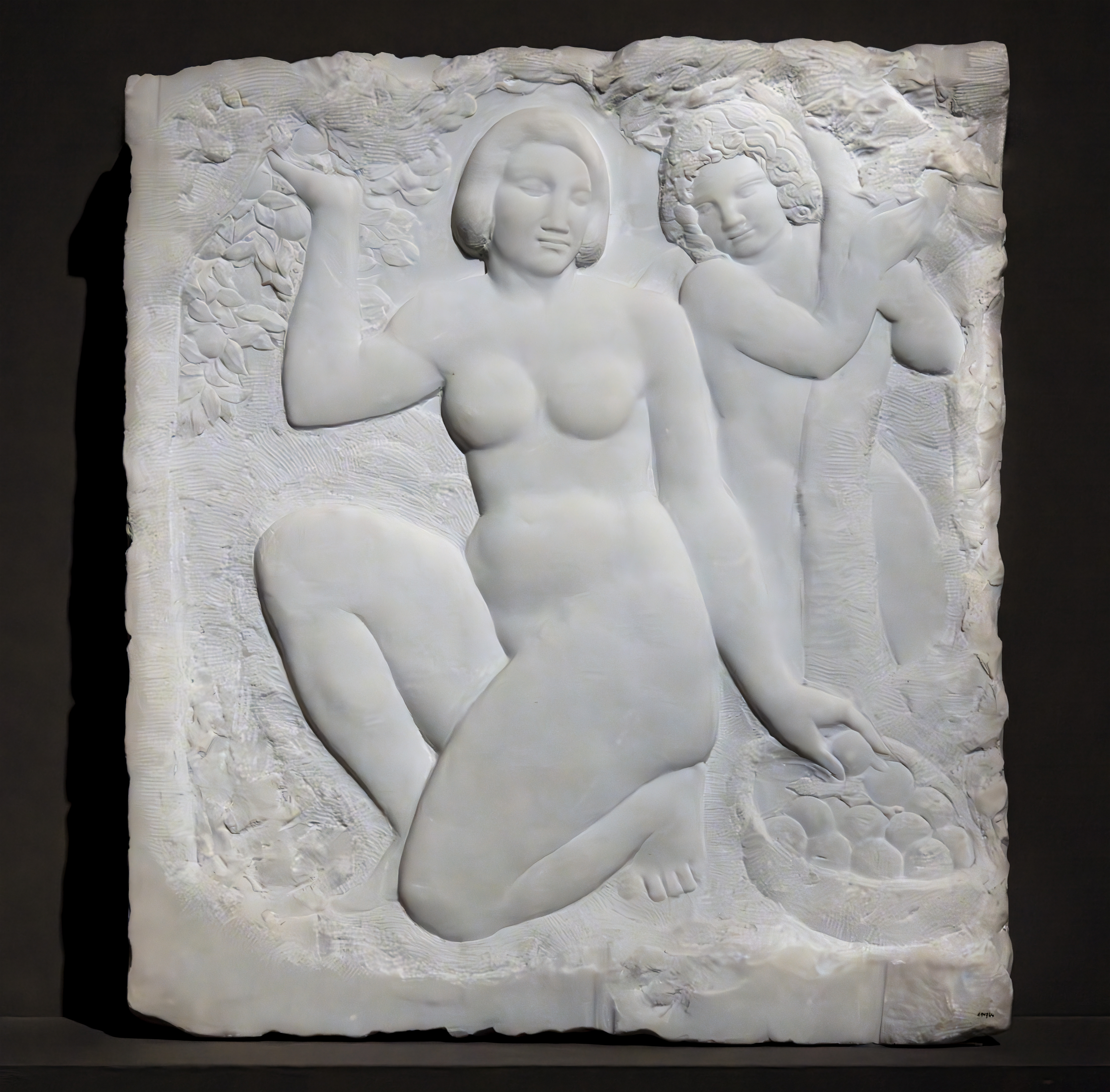
La Joventut i l'Amor (1914) - Museu Nacional d'Art de Catalunya
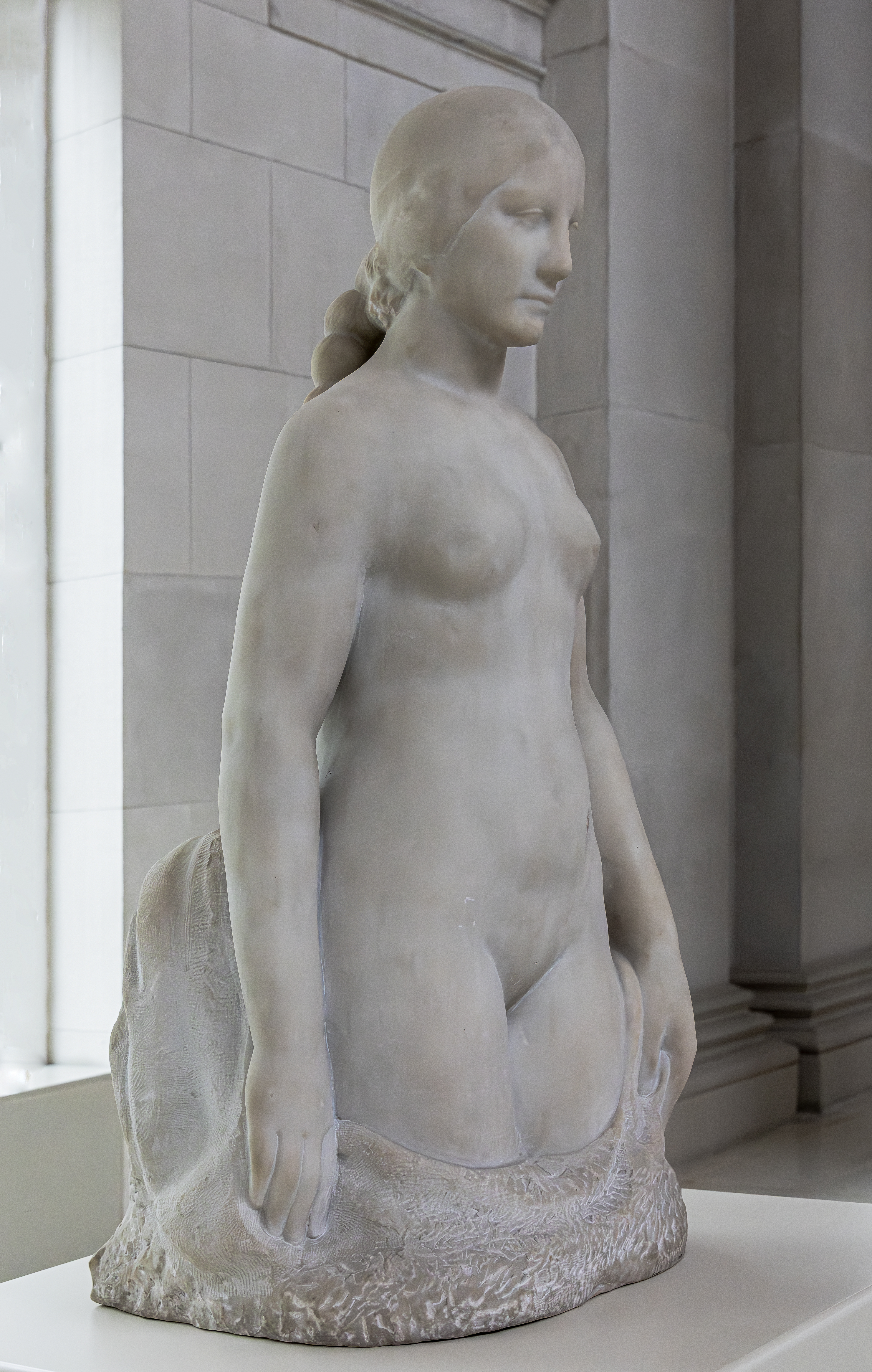
Nu Femení (1924) - Museu Nacional d'Art de Catalunya
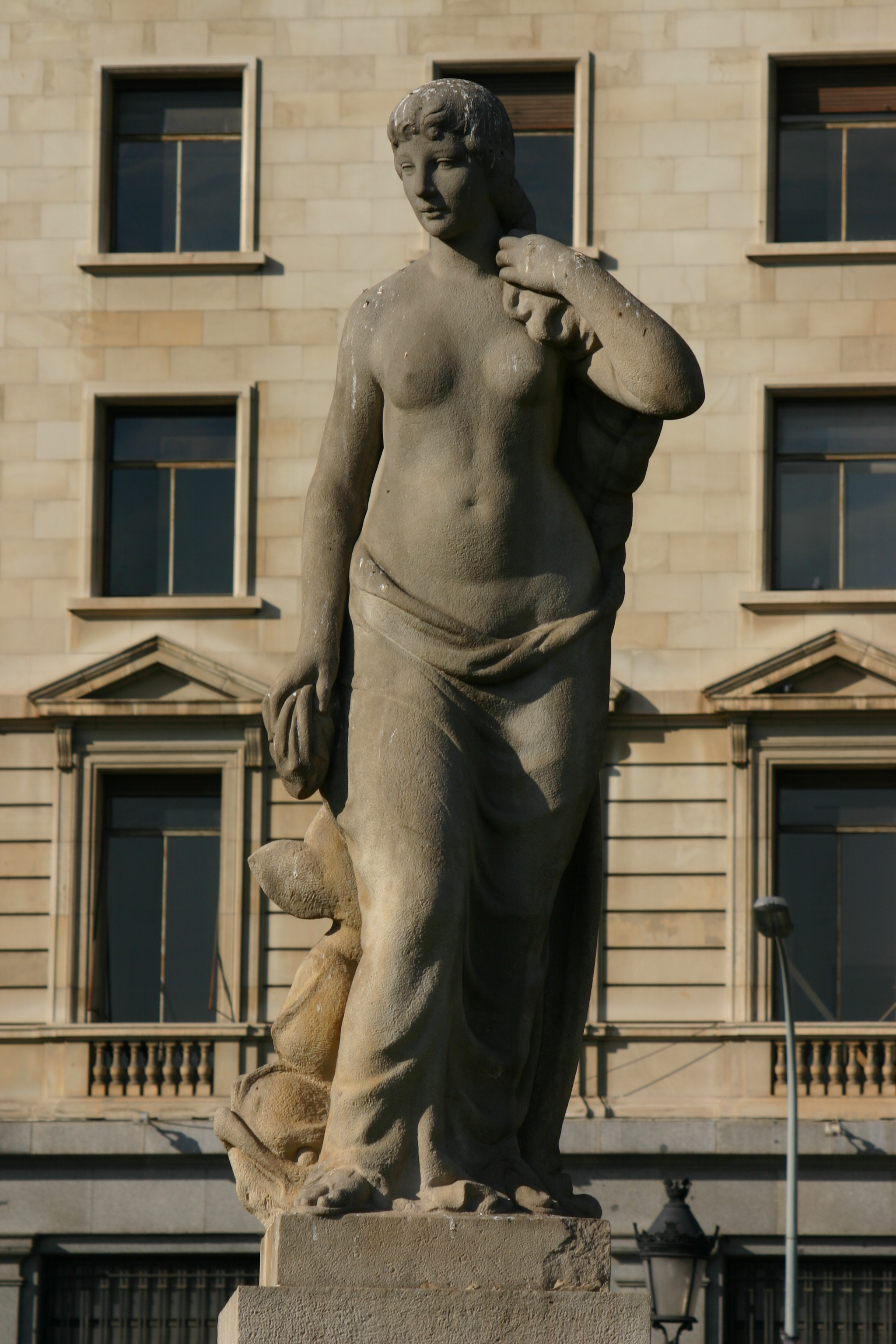
Figura femenina a la plaça de Catalunya de Barcelona
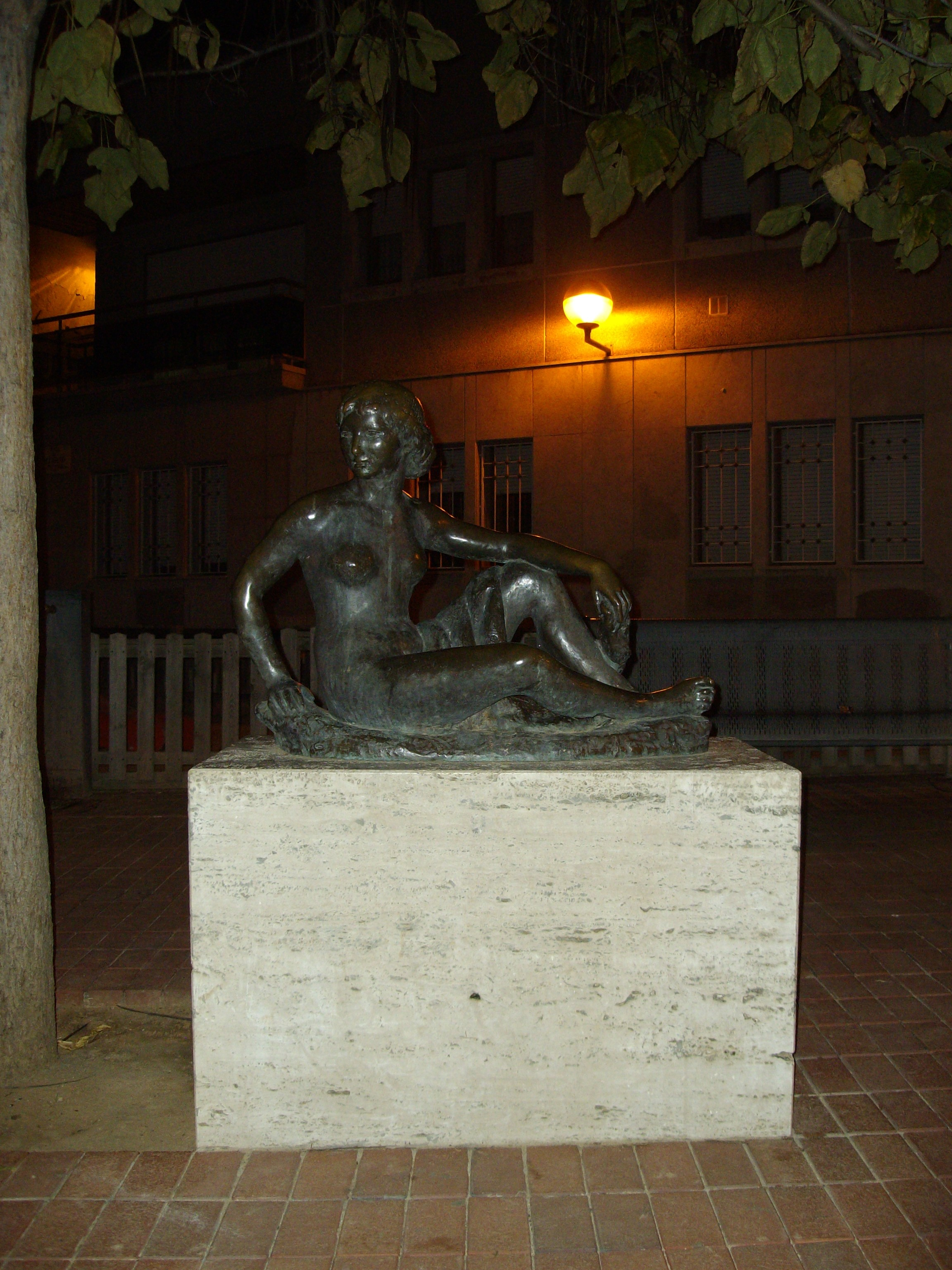
Dona asseguda, a la plaça de Vila Arrufat de Sabadell